# Route nationale 12 (Madagaskar)
Die Route nationale 12 (RN 12) ist eine 302 km lange teilweise unbefestigte Nationalstraße in den Provinzen Atsimo-Andrefana und Vatovavy-Fitovinany im Osten von Madagaskar. Sie führt an der Ostküste entlang von Vangaindrano (als Verlängerung der RN 12a) über Farafangana und Manakara nach Irondro an die RN 25.